# ويلهلم هايدن
ويلهلم هايدن (بالنرويجية البوكمول: Wilhelm Hayden)‏ هو مجدف نرويجي، ولد في 11 مايو 1926 في Vardal ‏ في النرويج، وتوفي في 16 نوفمبر 1997 في باروم في النرويج.

## وصلات خارجية
- ويلهلم هايدن على موقع الاتحاد الدولي للتجديف (الإنجليزية)
- ويلهلم هايدن على موقع أوليمبيديا (الإنجليزية)